# Universität Miskolc
Die Universität Miskolc (ungarisch: Miskolci Egyetem) in Miskolc ist eine auf den Bergbau spezialisierte, inzwischen aber auch durch andere Fachbereiche ausgebaute Technische Universität und mit 13.602 Studenten im Jahr 2008 die größte Universität in Nordungarn.

## Geschichte
Sie wurde 1949 durch einen Beschluss des ungarischen Parlaments begründet, kann aber auf eine mehr als 270-jährige Geschichte zurückblicken, da ihre Vorgängerinstitution, die Bergbauakademie in Selmecbánya, 1735 unter der Regentschaft von Maria Theresia gegründet wurde. Rektor der Universität Miskolc ist András Torma.

## Fakultäten

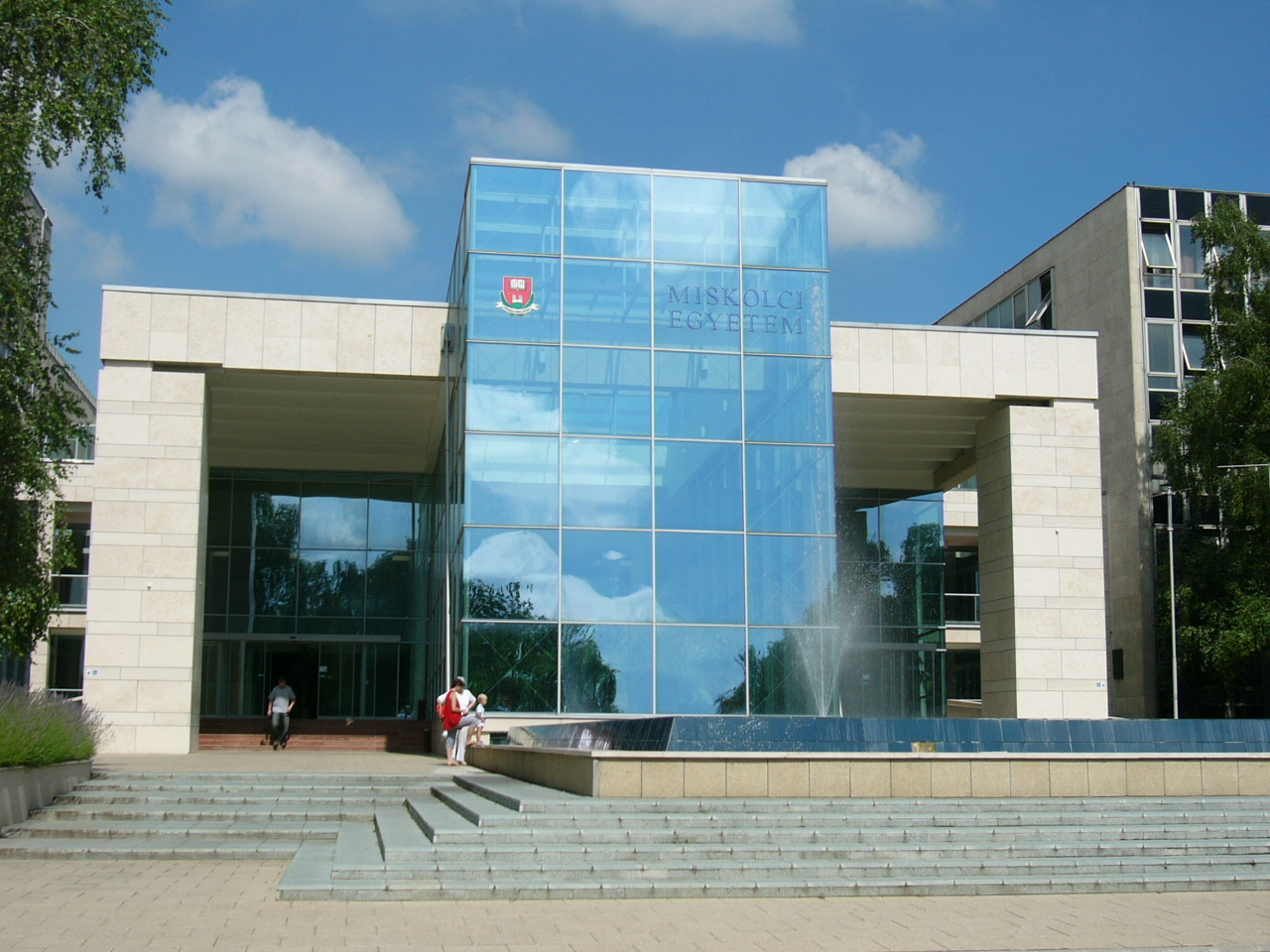
Haupteingang der Universität Miskolc

- Fakultät für technische Geowissenschaften
- Fakultät für technische Materialwissenschaften
- Fakultät für Maschinenbau und Informatik
- Fakultät für Staats- und Rechtswissenschaften
- Fakultät für Wirtschaftswissenschaften
- Fakultät für Geisteswissenschaften
- Fakultät für Grundschulpädagogik
- Fakultät für Gesundheitswesen
- Béla-Bartók-Musikinstitut

## Hochschulpartnerschaften

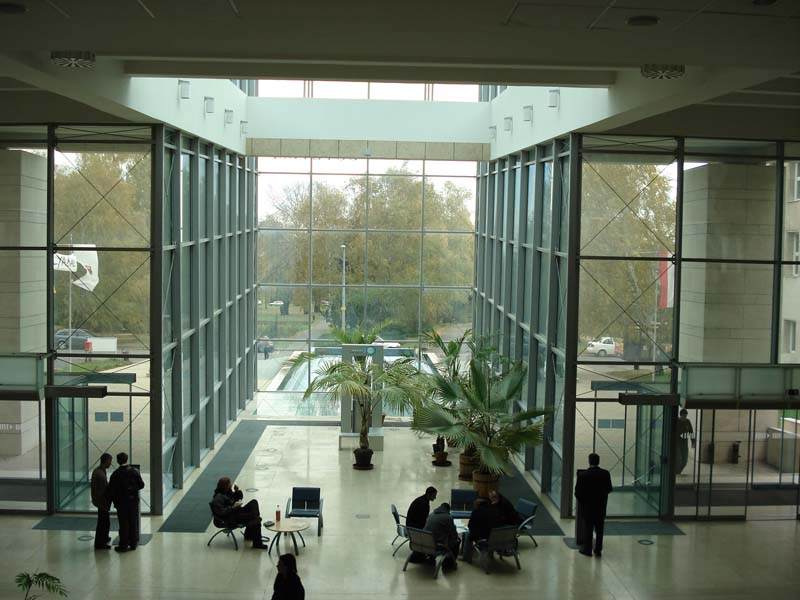
Im Hauptgebäude der Universität

Die Universität Miskolc unterhält Kooperationen mit insgesamt 98 Hochschulen und anderen Forschungseinrichtungen im Ausland, davon vierzehn in Deutschland und zwei in Österreich.

### Deutschland
- Fachhochschule Aalen
- Technische Universität Berlin
- Technische Universität Clausthal
- Technische Universität Dortmund
- Fachhochschule Düsseldorf
- Universität Duisburg-Essen
- Technische Universität Bergakademie Freiberg
- Otto-von-Guericke-Universität Magdeburg
- Diakonie Neuendettelsau
- Universität Paderborn
- Universität Siegen
- Universität Trier
- TÜV Rheinland

### Österreich
- Montanuniversität Leoben
- Universität Salzburg